# Назаревич Дмитро Ростиславович
Дмитро Ростиславович Назаревич (нар. 4 жовтня 1957) — український і радянський волейболіст, дворазовий дефлімпійський чемпіон (1981, 1997).